# Rathaus (Glonn)

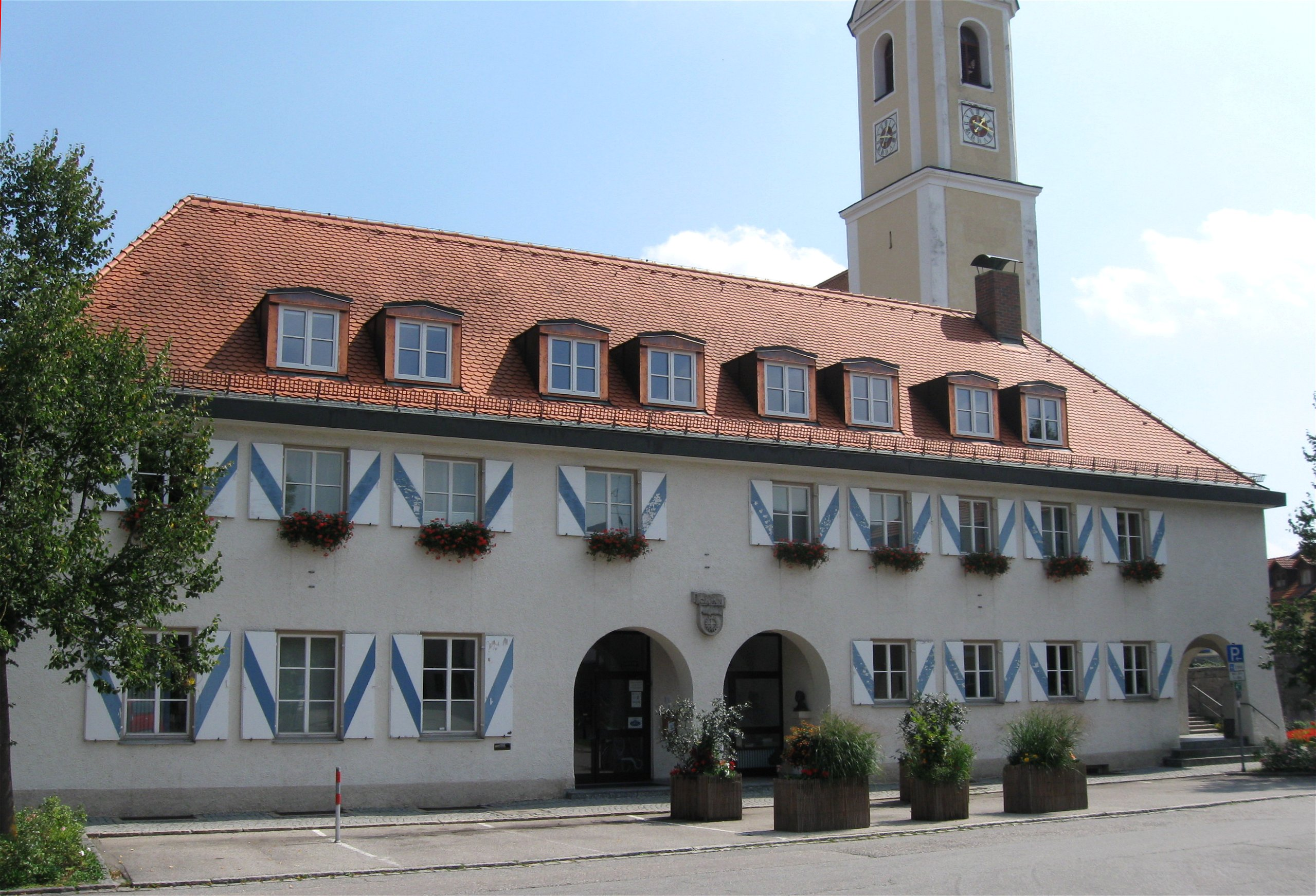
Rathaus in Glonn

Das Rathaus in Glonn, einer Marktgemeinde im oberbayerischen Landkreis Ebersberg, wurde 1931 errichtet. Das Rathaus am Marktplatz 1, direkt neben der katholischen Pfarrkirche St. Johannes der Täufer, ist ein geschütztes Baudenkmal. 
Der langgestreckte zweigeschossige Walmdachbau in barockisierenden Formen wurde nach Plänen des Architekten Max Fleißner errichtet. Zwei rundbogige Eingänge erschließen das Gebäude mit seinen neun straßenseitigen Achsen.